# Lim O-Kyeong
Lim O-Kyeong o Im O-Gyeong (en Hangul: 임 오경; en hanja: 林五卿) (Jeongeup, Corea del Sud 1971) és una jugadora d'handbol sud-coreana, ja retirada, guanyadora de tres medalles olímpiques.

## Biografia
Va néixer l'11 de desembre de 1971 a la ciutat de Jeongeup, població situada a la província de Jeollabuk-do.

## Carrera esportiva
Va participar, als 20 anys, en els Jocs Olímpics d'Estiu de 1992 celebrats a Barcelona (Catalunya), on va aconseguir guanyar la medalla d'or en la prova femenina d'handbol. Posteriorment va participar en els Jocs Olímpics d'Estiu de 1996 realitzats a Atlanta (Estats Units), on guanyà la medalla de plata al perdre la final davant l'equip danès. Absent dels Jocs Olímpics d'estiu de 2000 realitzats a Sydney (Austràlia) va participar en els Jocs Olímpics d'Estiu de 2004 realitzats a Atenes (Grècia), on aconseguí guanyar una nova medalla de plata al perdre novament contra Dinamarca.
Nomenada millor jugadora de l'any per la Federació Internacional d'Handbol (FIH) l'any 1996, ha desenvolupat la seva carrera com a jugadora en la lliga japonesa d'handbol. Al llarg de la seva carrera ha guanyat una medalla d'or en el Campionat del Món d'handbol femení.